# De Peperklip

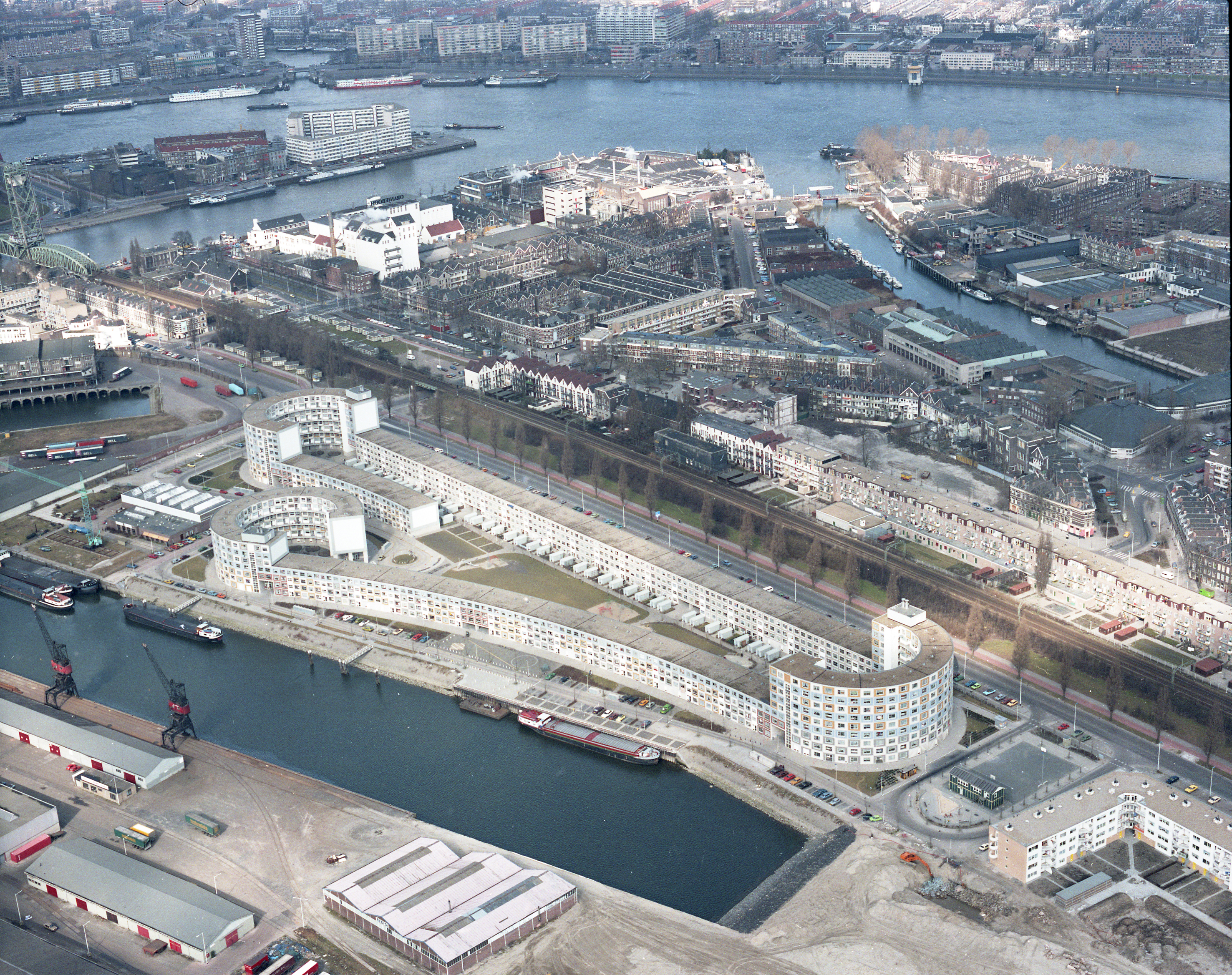
De Peperklip

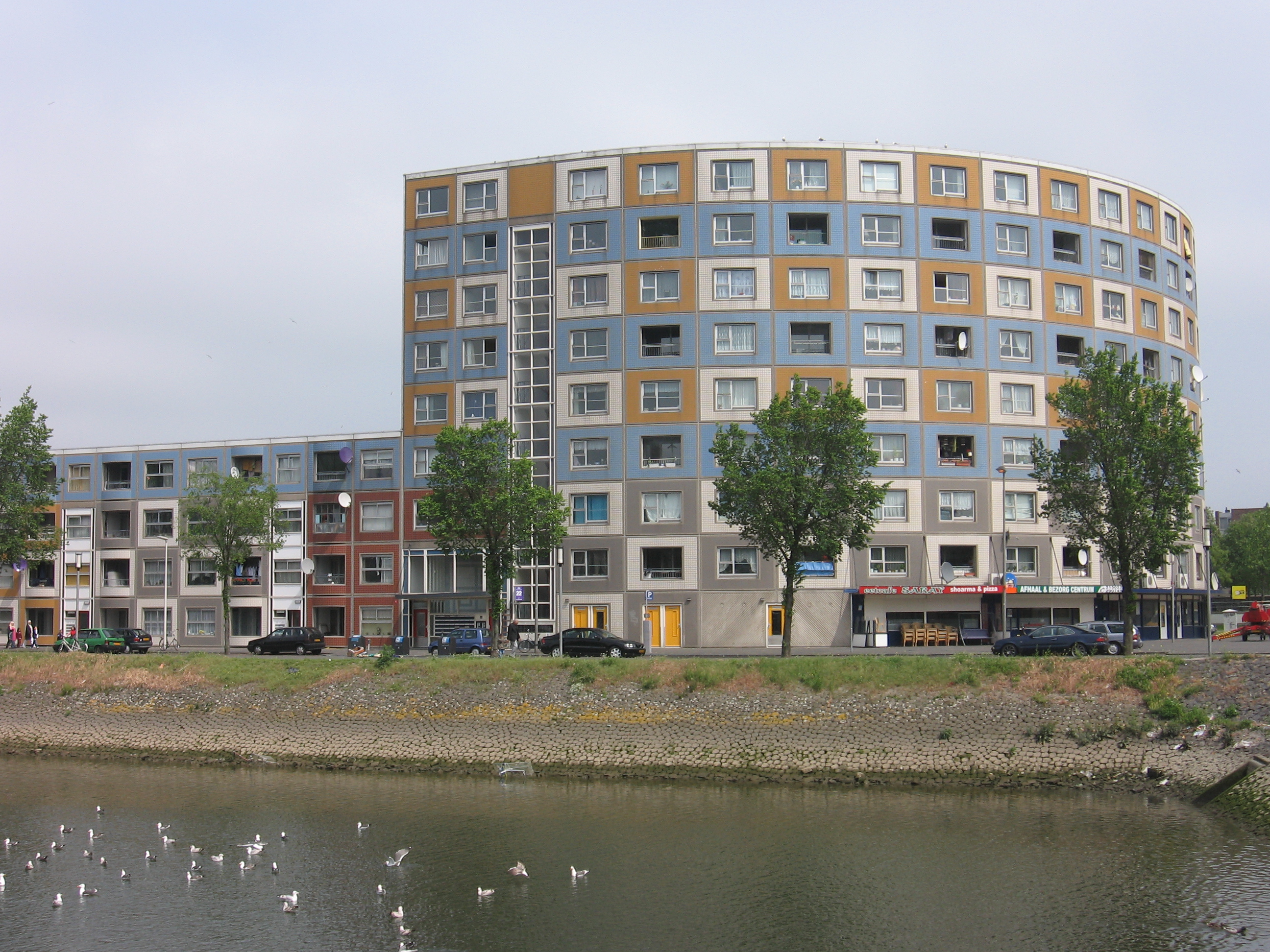
Fragment budynku nad dawnymi dokami

De Peperklip (pol. Spinacz biurowy) – budynek mieszkalny zlokalizowany w Rotterdamie, w dzielnicy Feijenoord.

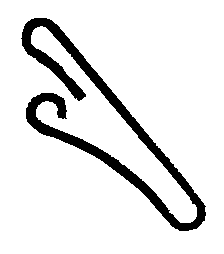
Rzut

Prawie 500-metrowej długości budynek powstał na fali zagospodarowywania terenów poportowych oraz luk w zabudowie, pozostałych po niemieckich bombardowaniach z okresu II wojny światowej. Zbudowano go w miejscu doków Katendrecht, a nazwano spinaczem, z uwagi na rzut poziomy (z lotu ptaka przypomina spinacz). Był jednym z wyznaczników początku ery wielkiego budownictwa komunalnego w Holandii, ale także reakcją na monotonię architektury lat 60. XX wieku w tym kraju, zwłaszcza masowo budowanych osiedli szeregowych. 
Obiekt mieści 555 mieszkań komunalnych, przy czym parterowe przeznaczono dla osób starszych i niepełnosprawnych. Wnętrze kompleksu miało stanowić rekreacyjny teren zielony, ale nie udało się w pełni zrealizować tego zamierzenia. Blok ma betonową fasadą z kolorowych płytek. Kwadratowe płytki pokrywające fasadę mają wymiary 10x10 cali i są w sześciu kolorach: białym, szarym, czarnym, czerwonym, żółtym i niebieskim.
Od początku realizacja była krytykowana przez część znawców architektury jako zimna i nieprzyjazna. Obiekcje zgłosił m.in. urbanista Carel Weeber. Dużym mankamentem była np. akustyka wewnętrznego dziedzińca, która potęgowała hałasy. Już w pierwszych latach eksploatacji pojawiły się tutaj problemy społeczne. Z czasem biali Holendrzy w większości wyprowadzili się stąd, a obiekt zasiedlili kolorowi imigranci, głównie z Surinamu. Budynek był remontowany i rewitalizowany w latach 1995 i 2007.